# Ломикамінь висхідний
Ломикамінь висхідний (Saxifraga adscendens) — вид квіткових рослин з родини ломикаменевих (Saxifragaceae).

## Біоморфологічна характеристика
Це дворічна, іноді однорічна трав'яна рослина 10–25 см заввишки. Рослина покрита густими залізистими волосками. Верхня частина стебла розгалужена, рясно облистнена, з залозистими волосками. Розетка прикореневих листків на час плодоношення залишається. Листки розетки еліптичні клиноподібні, цілокраї чи 3-лопатеві, ширші за стеблові. Суцвіття — волоть. Чашолистків 5. Пелюсток 5. Тичинок 10. Віночок білий, в 3–4 рази довший за чашку. Плід — 2-роздільна куляста коробочка. 2n = 22.

## Поширення
Зростає у Європі, Туреччині, Канаді, США.
В Україні вид росте на скелях, по берегах гірських річок – у Карпатах (гори Піп Іван Мармароський, Піп Іван Чорногорський, Петрос)